# 프리메라 D 메트로폴리타나
프리메라 D 메트로폴리타나(Primera D Metropolitana, 또는 프리메라 D Primera División D)는 아르헨티나 축구의 5부 리그이다. 아르헨티나 축구협회(AFA)에 직접 가맹된 수도권의 18개의 팀이 참여하는 최하위 리그이다.

## 역사
| 기간          | 리그 명칭                                                     | 디비시온 |
| ------------- | ------------------------------------------------------------- | -------- |
| 1950년~1961년 | 테르세라 데 아센소 (Tercera de Ascenso)                       | 4부      |
| 1962년~1973년 | 아피시나도스 (Aficionados)                                    | 4부      |
| 1974년~1986년 | 프리메라 디비시온 D (Primera División D)                      | 4부      |
| 1986년~       | 프리메라 D 메트로 폴리타나 (Primera División D Metropolitana) | 5부      |

## 리그 진행 방식
홈 앤드 어웨이 방식의 단일리그로 진행되어 통합 순위에 따라 우승 팀을 가린다.
- 1950년~1986년 : 연간 단일 시즌
- 1986/87~1992/93 : 연년제 단일리그
- 1993/94~2001/02 : 아페르투라와 클라우수라
- 2002/03~2004/05 : 연년제 단일리그
- 2005/06~2006/07 : 아페르투라와 클라우수라
- 2007/08 : 연년제 단일리그

### 승격과 강등
매 시즌 종료후 우승 팀은 4부 리그인 프리메라 C 메트로폴리타나로 바로 승격하고, 2위부터 9위팀까지 여덟 개 팀은 4부 리그 팀과의 프로모시온(Promoción)에 진출할 팀을 결정하기 위한 플레이오프, 레두시도(Torneo Reducido)를 펼친다.
프리메라 D는 최하위 디비시온이기 때문에, 최하위(18위) 팀은 강등이 아니라 다음 시즌 참여 자격이 박탈되는 식으로 리그가 진행된다.

## 같이 보기
- 아르헨티나 축구 리그 시스템
- 프리메라 C 메트로폴리타나